# Tango (sèrie de televisió)
Tango va ser una sèrie de televisió d'Espanya, emesa per La 1 de TVE el 1992, dirigida per Miguel Hermoso amb disseny de producció de Gil Parrondo.

## Argument
Marcos Galán és un home madur que torna el seu país, a Espanya des de l'Uruguai, terra a la qual va emigrar amb la seva família sent encara un nen, en la dècada de 1950. Instal·lat en Madrid, i al costat de dos col·legues uruguaians que han realitzat el viatge amb ell, Rodolfo Baresi i el boxador Diògenes Trufa, aviat recupera el contacte amb el seu oncle Damián. Les seves perspectives de vida es fonamenten sobre la picardia i les oportunitats d'aprofitar-se dels altres. Per a això inauguren, a manera de plataforma per a les seves malifetes, un cabaret anomenat Tango, al costat de l'executiva Isabel Arnedo.

## Rodatge
Rodada a Montevideo, Buenos Aires i Madrid.

## Repartiment
- Sancho Gracia... Marcos Galán
- Fiorella Faltoyano... Isabel Arnedo
- Luis Brandoni... Rodolfo Varese
- Antonio Ferrandis... Damián
- Susanna Bequer ... Marita
- Mario Santana... Diógenes 'Trufa'
- Conchita Montes... Herminia Cifuentes
- Ángel de Andrés... Zafra
- Javier Bardem... Efraín Cifuentes
- Carmen de Lirio
- Luis Escobar
- Miguel Rellán
- Maru Valdivielso
- María Abradelo
- Miguel Ortiz
- Selva Mayo